# 荣州 (山西)
荣州，中国金朝时设置的州。
金宣宗贞祐三年（1215年）金朝升荣河县置荣州，治荣河县（今山西万荣县西南宝井）。辖境相当今山西省河津市、运城市万荣县等地。为刺史州，河中府支郡。元光元年（1222年）被蒙古帝国占领，元光二年（1223年）金朝收复。金哀宗正大八年（1231年）最终被蒙古帝国占领，元朝初年复降为荣河县。